# 1993 au Manitoba
Chronologie du Manitoba
- 1989
- 1990
- 1991
- 1992
- 1993
- 1994
- 1995
- 1996
- 1997

Cette page concerne des événements d'actualité qui se sont produits durant l'année 1993 dans la province canadienne du Manitoba.

## Politique
- Premier ministre : Gary Filmon
- Chef de l'Opposition :
- Lieutenant-gouverneur : George Johnson puis Yvon Dumont
- Législature :